# Mario Suárez Mata
Mario Suárez Mata (* 24. února 1987, Alcobendas, Španělsko) je španělský fotbalový záložník a reprezentant, který od roku 2015 působí v italském klubu ACF Fiorentina.

## Klubová kariéra
- Atlético Madrid (mládež)
- Atlético Madrid 2004–2008
- →  Real Valladolid (hostování) 2006–2007
- →  Celta de Vigo (hostování) 2007–2008
- RCD Mallorca 2008–2010
- Atlético Madrid 2010–2015
- ACF Fiorentina 2015–

## Reprezentační kariéra
Mario Suárez reprezentoval Španělsko od mládežnických kategorií U16 (včetně U20 a U21). 

Zúčastnil se Mistrovství Evropy hráčů do 17 let 2004 ve Francii, kde získal se španělským týmem stříbrnou medaili po finálové porážce 1:2 s domácím týmem.

Na Mistrovství Evropy hráčů do 19 let 2006 v Polsku získal se spoluhráči titul po finálové výhře 2:1 nad Skotskem.

Zúčastnil se Mistrovství světa hráčů do 20 let 2007 v Kanadě a Mistrovství Evropy hráčů do 21 let 2009 ve Švédsku. Na těchto turnajích mladí Španělé nezískali žádnou medaili.
6. února 2013 debutoval pod trenérem Vicentem del Bosque ve španělském národním A-týmu v přátelském utkání v katarském Dauhá proti reprezentaci Uruguaye (výhra 3:1).

## Úspěchy

### Klubové
Real Valladolid
- 1× vítěz Segunda División (2006/07)

Atlético Madrid
- 1× vítěz Evropské ligy UEFA (2011/12)
- 2× vítěz Superpoháru UEFA (2010, 2012)
- 1× vítěz Copa del Rey (2012/13)
- 1× vítěz Primera División (2013/14)
- 1× vítěz Supercopa de España (2014)

### Reprezentační
Španělsko
- 2. místo na Mistrovství Evropy U17 (2004)[4]
- 1. místo na Mistrovství Evropy U19 (2006)[5]